# Ranjitsinh Disale
Ranjitsinh Disale (Solapur, Maharashtra, 5 de agosto de 1962) es un maestro indio.
Fue galardonado con el Premio Global a la Enseñanza.

## Biografía
Hijo de Mahadev Ditchley, tiene un hermano llamado Amit Ditley. Disale es maestro de educación primaria. 
Se mudó con 27 años a la escuela de primaria Zilla Parishad en Maharashtra. Aprendió el idioma local canarés, tradujo los libros de texto de la clase para sus estudiantes. De tener un 2% de asistencia, pasó a lograr una asistencia de 100% de niñas estudiantes.
También hizo campaña para eliminar el matrimonio infantil. En un país donde pocas niñas estudian, fomenta la educación femenina.
Obtuvo los galardones Premio Innovación Investigativa otorgado por el Gobierno de la India; el Premio al Innovador por la Fundación Nacional de Innovación y el Premio Global a la Enseñanza, donó la mitad de su premio a los otros finalistas.

## Premios
- 2016,	Premio a la Innovación Investigativa, otorgado por el Gobierno de la India.[6]
- 2018,	Premio Innovador, Fundación Nacional de Innovación.[7]
- 2020,	Premio Global a la Enseñanza.